# Shu'ubiyya
Shu'ubiyyah (en árabe: الشعوبية‎) se refiere a la respuesta de los musulmanes no árabes al estado privilegiado de los árabes dentro de la Umma.

## Terminología
El nombre del movimiento se deriva del uso coránico de la palabra para «naciones» o «pueblos», shu'ūb. El verso (49:13) a menudo es utilizado por los musulmanes para contrarrestar prejuicios y peleas entre diferentes personas.
يَا أَيُّهَا النَّاسُ إِنَّا خَلَقْنَاكُم مِّن ذَكَرٍ وَأُنثَى وَجَعَلْنَاكُمْ شُعُوباً وَقَبَائِلَ لِتَعَارَفُوا إِنَّ أَكْرَمَكُمْ عِندَ اللَّهِ أَتْقَاكُمْ إِنَّ اللَّهَ عَلِيمٌ خَبِيرٌ
Cuya traducción es la siguiente:

¡Oh humanidad! Te creamos a partir de un único (par) de un hombre y una mujer, y te convertimos en naciones (shu'ūb) y tribus (qabā'il), para que podáis conoceros el uno al otro (no para que puedan despreciarse mutuamente). En verdad, el más honrado de vosotros ante los ojos de Allah es (el que es) el más justo de vosotros. Y Allah tiene pleno conocimiento y está bien enterado de ello (con todas las cosas).
Corán en la sura 49, versículo 13.

## Movimientos sociopolíticos
El uso de la palabra en el contexto de un movimiento existió antes del siglo IX. Los jariyíes, una antigua secta dividida del Islam mayoritario, la usaron como significado de extender la igualdad entre el shu'ub y el qaba'il, para lograr la igualdad entre todos los seguidores del Islam. Fue una respuesta directa a las afirmaciones de los Quraysh de tener el privilegio de dirigir la Umma, o comunidad de creyentes.

### En Irán
Cuando se usa como referencia de un movimiento específico, el término se refiere a la respuesta de los musulmanes persas a la creciente arabización del Islam en los siglos IX y X en Irán. Estaba principalmente relacionado con la preservación de la cultura persa y la protección de la identidad persa. El efecto más notable del movimiento fue la supervivencia del idioma persa, el idioma de los persas, hasta nuestros días. Sin embargo, el movimiento nunca se movió hacia la apostasía y tiene su base en el pensamiento islámico de igualdad de razas y naciones.
A finales del siglo VIII y principios del siglo IX, hubo un resurgimiento de la identidad nacional persa. Esto sucedió después de años de opresión por parte del Califato abasí.[cita requerida] El movimiento dejó registros sustanciales en la forma de literatura persa y nuevas formas de poesía. La mayoría de los que estaban detrás del movimiento eran persas, pero las referencias a egipcios, bereberes y arameos están debidamente justificadas.

### En al-Ándalus
Dos siglos después del final del movimiento Shu'ubiyyah en el este, el movimiento se va a reproducir por el Valiato de Al-Ándalus. 
La expansión musulmana hasta la conquista de la antigua Hispania visigoda se desarrolló con bastante rapidez durante los califatos de Walid I (705-715), Suleimán I (715-717) y Úmar II (717-720). Entre el 711 y el 718 un ejército formado por árabes y bereberes consiguió tomar el control de casi toda la península ibérica, a excepción de la parte noroccidental de la misma. 
Una vez que terminó y se consolidó la expansión van a surgir una serie de problemas ligados al reparto de los beneficios de guerra (erario y tierras que debían recibir) entre árabes y bereberes. En un primer momento (711-740), el acuerdo alcanzado se cumplió, mientras los árabes se asentaban en las zonas fluviales (Guadalquivir y Ebro) y los bereberes ocupaban las zonas montañosas (Algarve, Extremadura, Sistema Ibérico y Penibético). No obstante, a lo largo de este tiempo el pacto se deterioró por la sucesión de más de una veintena de valís al frente de Al-Ándalus debido a la inestabilidad del califato de Hisham I (724-743) y por las derrotas de Covadonga (722) y Poitiers (732) que frenaron las conquistas y sus beneficios. Finalmente, el convenio se rompe (740-756), lo que provoca un duro enfrentamiento entre árabes y bereberes por el apoyo de estos últimos a la sublevación de la secta jarichi en el Magreb (grupo contrario al centralismo de Bagdad, que va a defender que el califa debía ser elegido por la comunidad musulmana y que todos sus miembros debían tener los mismos derechos). Esto provocará la entrada de tropas sirias que suplantaron a los árabes en Al-Ándalus. La situación se apacigua con la llegada de un nuevo valí, Abu-I-Jattar (743), quien recuperará el papel de los árabes. 
Este primer movimiento shu'ubiyyah que tuvo lugar en la península ibérica fue capitalizado por las fuerzas bereberes en su mayoría, si bien también contó con un importante sector de muladíes (cristianos convertidos al islam) que vieron como pese a su conversión eran tratados como musulmanes de segunda. En un futuro, sobre todo en las marcas y regiones fronterizas de Al-Ándalus con los reinos cristianos peninsulares y el Imperio Franco, los muladíes serán los que capitalicen toda otra serie de movimientos contra la política califal (Zaragoza, Badajoz o Toledo serán ejemplos de ello), que les relegaba dentro de la umma (comunidad musulmana).   
Este enfrentamiento no sólo tuvo su eco en los campos de Marte, sino que también produjo toda una serie de manifestaciones literarias a lo largo del tiempo. Un ejemplo notable de esto es la epístola o risala del poeta andalusí Ibn Gharsiya según la Enciclopedia de la literatura árabe. Sin embargo, esta epístola era de importancia menor, y sus pocos exponentes tendían a repetir clichés adoptados del este islámico anterior, por ejemplo, Irán.

## Neo-Shu'ubiyya
En 1966, Sami Hanna y GH Gardner escribieron un artículo Al-Shu'ubiyah Updated en el Middle East Journal. El profesor universitario holandés Leonard C. Biegel, en su libro de 1972 Minorías en el Medio Oriente: su importancia como factor político en el mundo árabe, acuñó del artículo de Hanna y Gardner el término Neo-Shu'ubiyah para nombrar al intento moderno de los nacionalismos alternativos no árabes y, a menudo, no musulmanes en el Medio Oriente, por ejemplo, nacionalismo asirio, nacionalismo kurdo, faraonismo, fenicismo y nacionalismo sirio. En un artículo de 1984, Daniel Dishon y Bruce Maddi-Weitzmann usan el mismo neologismo, Neo-Shu'ubiyya.
Algunos de estos grupos; en particular, los kurdos, asirios, yezidis y mandeos, junto con un número muy reducido de mahallami no son en realidad árabes o hablantes de árabe, y se ha demostrado que han mantenido una identidad distinta antes y después de la conquista árabe-islámica del Cercano Este.
En un artículo de 2002, Ahram señala un significado moderno similar del término shu'ubiya contra los musulmanes chiíes iraquíes, y más generalmente contra el Islam chiita:

Implícita a lo largo del rechazo de Sadam a «la religión de Jomeini» estaba la acusación de que cualquier práctica del Islam centrada en Irán era shu'ubiya, un término originalmente aplicado a musulmanes no árabes, principalmente persas, que se resistían a los reclamos árabes de ser los principales herederos del profeta. Los baazistas trataron de retratar a Jomeini e Irán como herederos de estos primeros disidentes islámicos. Posteriormente Sadam invitó a los chiíes iraquíes a que se despojaran de sus tendencias «shu'ubi» y su reverencia por los líderes religiosos iraníes y regresaran al islam auténticamente árabe.